# Америчка депозитарна признаница
Америчка депозитарна признаница (енгл. American Depositary Receipt, ADR) је хартија од вредности која представља власништво деоница стране компаније, а којом се тргује на финансијским тржиштима у Сједињеним Америчким Државама. Кроз програме америчких депозитарних признаница се на америчким берзама тргује деоницама многих компанија базираних ван САД. АДП-ови омогућавају инвеститиорима из САД да купују деонице у страним компанијама без упуштања у иностране трансакције: њихове цене се изражавају у америчким доларима, они исплаћују дивиденде у америчким доларима, и њима се тргује исто као и деоницама компанија базираних у САД. Компанијама чије деонице АДП представља, овај програм омогућава бољи приступ капиталу присутном на америчким берзама.
Сваку АДП издаје депозитарна банка у САД. АДП може представљати једну деоницу, извесни фиксирани део деонице, или пак више деоница у деоничарском капиталу стране фирме. АДП свом власнику даје право да добије стране деонице које он представља (те је у том смислу финансијски еквивалентан зацртаном броју тих страних деоница), али америчким инвеститорима је по правилу подесније да напросто поседују АДП. Цена АДП је најчешће блиска цени стране деонице на њеном домицилном тржишту, узимајући у обзир однос АДП и страних деоница. У случају компанија које су инкорпориране у Уједињеном Краљевству, Влада УК прикупља 1,5% порез на стварање АДП.
Депозитарне банке имају бројне одговорности, како у односу на власнике АДП, тако и у односу на страну компанију коју АДП представља. Прве АДП је увео ЏејПиМорган 1927. за британског трговца на мало Селфриџиз енд ко. Тренутно (2009), четири велике комерцијалне банке пружају услуге депозитарних банака: ЏејПиМорган, Ситибанк, Дојче банк, и Банк ов Њујорк Мелон.
Појединачне деонице у страној компанији које АДП представља се називају америчким депозитарним деоницама (енгл. American Depositary Shares, ADS).

## Врсте АДП програма
Када компанија установљава програм америчких депозитарних признаница, она одлучује о томе шта жели да постигне програмом и колико времена, напора и ресурса је спремна да уложи у програм. Из овог разлога постоји више нивоа програма које компаније могу изабрати.

### Неспонзорисане деонице
Неспонзорисане деонице су врста АДП нивоа I којима се тргује на ванберзанском тржишту (енгл. over-the-counter, OTC). Ове деонице се издају у складу са захтевима тржишта и страна компанија нема формални уговор са депозитарном банком. Непонзорисане АДП-ове често издаје неколико депозитарних банака, при чему сваки депозитар опслужује само оне АДП-ове које је он издао.
Након измене правила америчке Комисије за хартије од вредности и берзе која су ступила на снагу у октобру 2008, а којима је олакшано издавање депозитарних признаница нивоа I, како спонзорисаних тако и неспонзорисаних, издат је велики број нових АДП-ова. Већина нових програма су неспознорисани АДП-ови нивоа I, и тренутно (2009) је око половине свих АДП програма неспонзорисано.

### Ниво I
Депозитарне признанице нивоа I представљају најнижи ниво спонзорисаних АДП-ова који се може издати. Када компанија изда спонзорисане АДП-ове, она закључује уговор са једним, именованим депозитаром који ће деловати и као трансферни агент за компанију.
Већина програма америчких депозитарних признаница у трговању је традиционално издавана кроз програм нивоа I. Ово је најлагоднији начин којим страна компанија може постићи да се њеним власничким хартијама тргује у Сједињеним Државама.
Деоницама нивоа I се може трговати само на ванберзанском (OTC) тржишту и на компанији су минимални захтеви подношења извештаја Комисији за хартије од вредности и берзе САД. Компанија не мора да издаје кварталне или годишње извештаје у складу са Општеприхваћеним рачуноводственим принципима САД (GAAP). Међутим, компанија мора имати хартије од вредности које се котирају на једној или више деоничких берзи у страној јурисдикцији и мора објављивати на свом мрежном месту, на енглеском језику, годишњи извештај у облику који налажу закони земље у којој је компанија инкорпорирана, организована или домицилна.
Компаније чијим се деоницама тргује под програмом нивоа I могу одлучити да унапреде свој програм до нивоа II или нивоа III ради боље видљивости на тржиштима САД.

### Ниво II (котирање)
Програми депозитарних признаница нивоа II су сложенији за страну компанију. Када страна компанија жели да установи програм нивоа II, она Комисији за хартије од вредности и берзе САД мора поднети регистрациону изјаву, и подлеже прописима ове Комисије. Поред овога, компанија мора сваке године поднети формулар , који је у основи еквивалент годишњег извештаја (формулар 10-K) за компаније из САД. У својим извештајима, компанија мора да прати стандарде Општеприхваћених рачуноводствених принципа САД.
Предност коју компанија добија уздизањем свог програма на ниво II јесте да се деонице могу котирати на деоничкој берзи у САД. Ово укључује Њујоршку деоничку берзу (NYSE), Наздак (NASDAQ) и Америчку деоничку берзу (AMEX).
Док се котира на овим берзама, компанија мора да задовољава њихове захтеве за котирање. Уколико компанија више не испуњава ове захтеве, она може бити скинута са берзе и тако натерана да спусти ниво свог АДП програма.

### Ниво III (понуда)
Програм америчких депозитарних принципа нивоа III је највиши ниво који страна компанија може спонзорисати. Компанија се мора придржавати строжих правила која су слична онима која прате америчке компаније.
За успостављање програма нивоа III није довољно да страна компанија само предузме кораке да дозволи да деонице са њеног домаћег тржишта буду похрањене у програм АДП и да се њима тргује у САД, она заправо мора да изда деонице у сврху прикупљања капитала. У вези ове понуде, компанија мора да поднесе формулар , који је формат проспекта понуда за деонице. Она такође мора да годишње подноси формулар F-20 и да се придржава Општеприхваћених рачуноводствених принципа САД. Поред овога, свака материјална информација која се да деоничарима на домаћем тржишту се такође мора поднети и Комисији за хартије од вредности и берзе на формулару 8K.
Стране компаније са програмима нивоа III често издају материјале који су информативнији и прилагођенији њиховим деоничарима у САД пошто су озбиљно заинтересоване за њихов капитал. Уопште, амерички инвеститори могу најлакше наћи информације о страним компанијама које су успоставиле програм нивоа III.

### Ограничени програми
Стране компаније које желе да њиховим деоницама могу трговати само одређени субјекти могу успоставити ограничени програм. Постоје два правила Комисије за хартије од вредности и берзе САД која дозвољавају ову врсту издавања деоница у САД: правило 144-А и регулатива S. Програми АДП који делују под једним од ова два правила чине око 30% свих издатих АДП-ова.

#### 
Неке стране компаније успостављају АДП програм према правилу Комисије за хартије од вредности и берзе САД 144-A. Ова могућност чини издавање деоница приватном понудом (енгл. private placement). Деонице компанија које су регистроване под правилом 144-A представљају ограничени деоничарски капитал и могу бити издаване једино тзв. „квалификованим институционалним купцима“ (енгл. Qualified Instituional Buyers, QIBs), и једино квалификовани институционални купци могу њима трговати.
Јавним деоничарима САД, уопште говорећи, није дозвољено да инвестирају у ове програме АДП, и већина ових АДП се држи у власништву искључиво кроз Депозитарну траст и клиринг корпорацију (DTCC), тако да о овим компанијама често има врло мало доступних информација.

#### Регулатива
Други начин да се ограничи трговање депозитарним деоницама од стране јавних инвеститора у САД јесте да се оне издају под условима регулативе S Комисије за хартије од вредности и берзе САД. Ова регулатива значи да деонице нису, нити ће бити, регистроване код иједног надлештва САД за регулисање хартија од вредности.
Ниједна „САД особа“, како тај појам дефинишу правила регулативе S, не може бити власник или трговати деоницама под регулативом S. Ове деонице се региструју и издају страним односно офшор, неамеричким резидентима.
АДП-ови издати под регулативом S се могу уклопити у програм нивоа I након што истекне период ограничења, уколико тако изабере страни издавалац.

## Окончање АДП програма
Већина АДП програма подлеже могућем окончању. Окончање споразума о АДП ће исходовати поништавањем депозитарних признаница и скидањем са свих берзи на којима се њима тргује. Окончање може бити по захтеву страног издаваоца или депозитарне банке, али типично је на захтев издаваоца. Има више разлога због којих се може окончати АДП програм, али у највећем броју случајева страни издавалац пролази кроз неки вид реогранизације или спајања.
Власници АДП-ова типично бивају писмено обавештени најмање тридесет дана пре окончања. По пријему обавештења, власник може предати АДП-ове и преузети стране хартије од вредности које признанице представљају, или може не чинити ништа. (Наравно, власник може да прода АДП-ове све док се њима и даље тргује.) Уколико власник АДП-ова одлучи да преузме стране деонице, нема никакве гаранције да ће се деоницама трговати на било којој берзи у САД. Власник страних деоница би у таквом случају морао да нађе брокера који је овлашћен за трговање на страном тржишту на којем се тим деоницама тргује. Уколико власник настави да држи АДП-ове након датума ступања окончања на снагу, депозитарна банка ће наставити да држи похрањене хартије од вредности и да прикупља дивиденде, али ће престати са дистрибуцијама власницима АДП-ова.
Обично до годину дана након ступања окончања на снагу, депозитарна банка ће ликвидирати (продати) деонице и прерасподелити приходе одговарајућим клијентима. Многе америчке брокерске куће могу и даље да држе стране деонице, али неке од њих можда немају могућност да њима тргују у иностранству.